# Mestre Bimba
Mestre Bimba (Manoel dos Reis Machado) (Salvador, 23 novembre 1899 – Goiânia, 5 febbraio 1974) è stato un artista marziale brasiliano.
È unanimemente considerato il padre della capoeira regional.

## Biografia

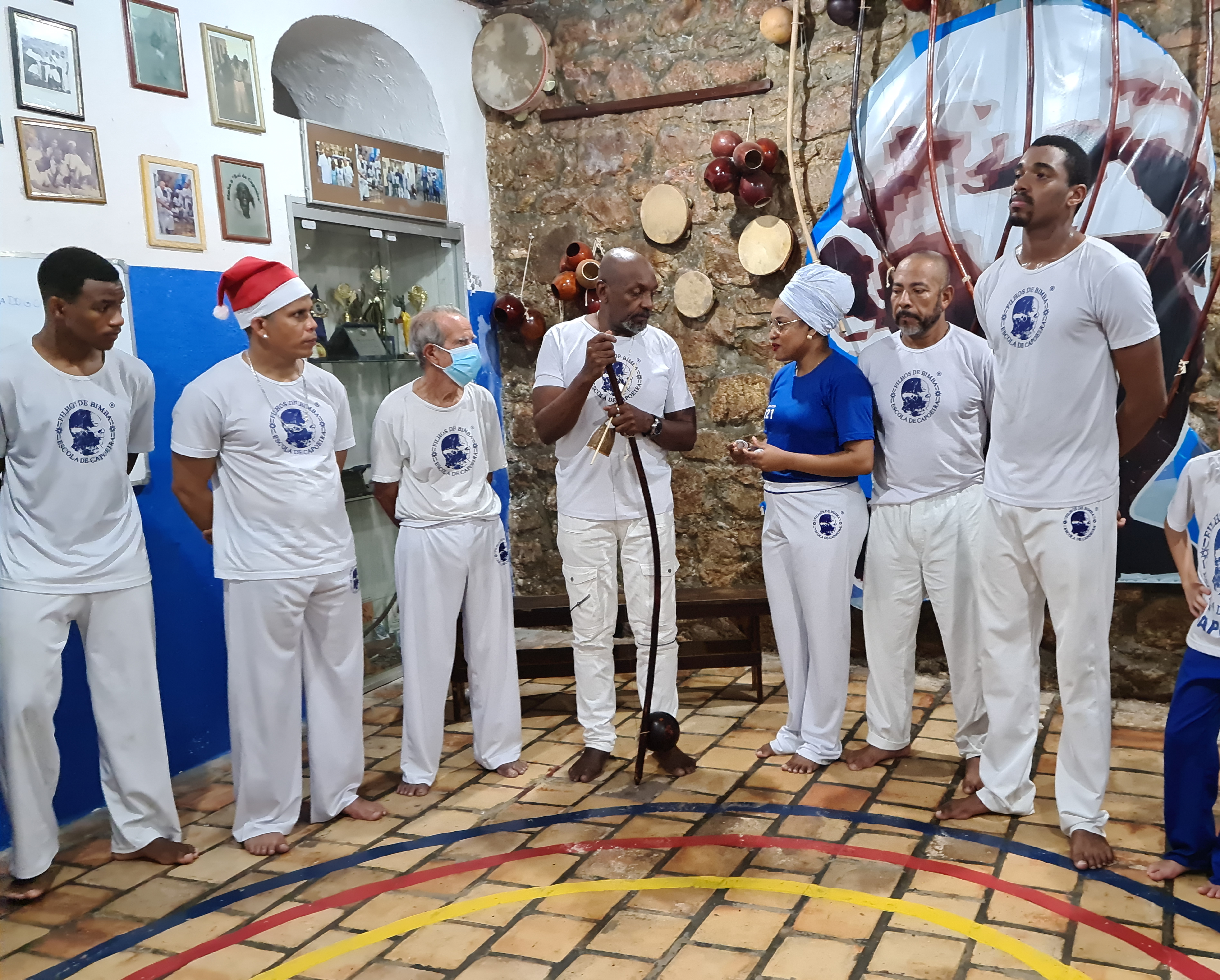
Il gruppo di Mestre Bimba nel 2022

Il soprannome "Bimba" gli fu dato alla nascita, quando la madre pensò di aver dato alla luce una bambina e non un maschietto, come invece si sarebbe rivelato subito dopo. Iniziò a praticare la capoeira all'età di 12 anni, sotto la guida di un certo “Bentinho”.
Nel 1937 con il permesso del governo brasiliano aprì la prima accademia ufficiale di capoeira, ma in realtà questa era già attiva clandestinamente da diversi anni. Mestre Bimba chiamò il proprio stile di capoeira "Luta regional baiana" (più avanti ribattezzata più semplicemente come capoeira Regional).
A Mestre Bimba si deve la creazione di una sequenza di movimenti di base, costituita da 8 parti, che ancora oggi rappresenta il “pilastro” della capoeira Regional, nonché la base per la partecipazione ad una roda di tale stile. Per fare un esempio: la prima sequenza d'attacco consta di una mea lua de frente, una armada ed una aú; l'avversario risponde con la relativa difesa composta da due guardia baixa, la seconda delle quali seguita da una negativa e da una cabeçada. Allenandosi con le sequenze di mestre Bimba, i capoeristi apprendono i ritmi, i meccanismi e i movimenti della capoeira Regional. Se l'attuale capoeira Regional ha una ben precisa struttura e un tipico stile di jogo, si deve all'opera sistematrice di mestre Bimba.
Malgrado il grande contributo dato a quello che è il secondo sport nazionale brasiliano dopo il calcio, mestre Bimba morì in miseria il 5 febbraio 1974.

## Codice Etico e Regolamento

Mestre Bimba fu l'unico educatore sportivo Brasiliano che all'epoca scrisse un codice etico basato su 9 regole fondamentali. Tale codice, chiamato Regolamento, doveva essere seguito da tutti i suoi allievi e consisteva nei seguenti punti:
1. Non fumare. È proibito fumare durante gli allenamenti.
2. Non bere. L'uso dell'alcool indebolisce il metabolismo muscolare.
3. Evita di dimostrare agli amici fuori della “Roda de Capoeira” i tuoi progressi. Ricordati che la sorpresa è la migliore alleata nella lotta.
4. Evita di conversare durante l'allenamento di Capoeira. Ricordati che stai pagando il tempo che spendi in palestra e osservando gli altri praticanti, imparerai meglio.
5. Cerca di Gingare sempre.
6. Pratica quotidianamente i movimenti fondamentali.
7. Non avere paura di avvicinarti all'avversario. Più vicino sarai e più potrai apprendere.
8. Conserva il corpo rilassato.
9. È meglio prendere un colpo nella “Roda de Capoeira” che per strada.